# Moussac (Vienne)
Moussac è un comune francese di 504 abitanti situato nel dipartimento della Vienne nella regione della Nuova Aquitania.

## Società

### Evoluzione demografica
Abitanti censiti